# Лемпицка, Тамара
Тама́ра Лемпи́цка (пол. Tamara Łempicka, имя при рождении — Мария Борисовна Гурвич-Гурская; 16 мая 1898[…], Варшава — 18 марта 1980[…], Куэрнавака) — польская художница, чья творческая карьера прошла во Франции и США. Наибольшую известность ей принесли изящные портреты аристократов и богачей в стиле ар-деко, а также высоко стилизованные картины с обнажённой натурой.
Родившаяся в Варшаве, Лемпицка недолгое время прожила в Петрограде, где вышла замуж за известного польского юриста, а затем переехала в Париж. Она обучалась живописи у Андре Лота и Мориса Дени. Её стиль представлял собой смесь позднего, утончённого кубизма и неоклассицизма, особенное влияние на который оказали работы Жана Доминика Энгра. Лемпицка принимала активное участие в художественной и общественной жизни Парижа в период между двумя мировыми войнами. В 1928 году она стала любовницей барона Рауля Куффнера, богатого коллекционера произведений искусства из бывшей Австро-Венгрии. После смерти своей жены в 1933 году барон женился на Тамаре в 1934 году, после чего она стала известна в прессе как «баронесса с кистью».
После начала Второй мировой войны в 1939 году с мужем переехала в США, где писала портреты знаменитостей, натюрморты, а в 1960-х годах создала несколько абстрактных картин. Её работы вышли из моды после Второй мировой войны, но в конце 1960-х годов интерес к ним возродился, как и ко всему течению ар-деко. В 1974 году Лемпицка переехала в Мексику, где и умерла в 1980 году. Согласно завещанию её прах был развеян над вулканом Попокатепетль.
Одной из наиболее известных её картин является «Прекрасная Рафаэлла» (1927). Лемпицка вела активную светскую жизнь: среди некоторых историков искусства она считается «первой художницей, которая была гламурной дивой».

## Биография

### Варшава и Петроград (1898—1917)
Родилась 16 мая 1898 года в Варшаве, столице тогдашнего Царства Польского, входившего в состав Российской империи. Её отцом был Борис Моисеевич Гурвич-Гурский, русский еврейский адвокат, работавший в представительстве французской торговой компании, а матерью — Мальвина Деклер (дочь Бернарда и Симы Деклер), польская светская львица, которая большую часть своей жизни прожила за границей и познакомилась со своим будущим мужем на одном из европейских курортов. Когда Марии было 10 лет, её мать заказала для неё портрет пастелью известному местному художнику. Девочка терпеть не могла позировать и оказалась недовольной законченной работой. Взяв в свои руки пастель, она заставила свою младшую сестру позировать и таким образом написала свой первый портрет.
В 1911 году родители отправили Марию в школу-интернат в Лозанне (Швейцария), но там ей было скучно, и она притворилась больной, чтобы ей разрешили покинуть эту школу. Взамен бабушка взяла её с собой в путешествие по Италии, где у девочки развился интерес к искусству. После того как её родители развелись в 1912 году, она решила провести лето у своей богатой тёти Стефы в Санкт-Петербурге. Там, в 1915 году, она познакомилась и влюбилась в видного польского юриста Тадеуша Лемпицкого (пол. Tadeusz Łempicki; 1888—1951). Её семья предложила ему большое приданое, и они поженились в 1916 году в Мальтийской капелле в Петербурге. В том же году родилась их дочь Мария Кристина Лемпицкая.
Революция 1917 года положила конец комфортной жизни супругов. В декабре 1917 года Тадеуш Лемпицкий был арестован среди ночи сотрудниками ЧК. Тамара после тяжёлых поисков обнаружила его в тюрьме и с помощью шведского консула, которому она по слухам предложила свои услуги, добилась освобождения мужа. Супруги с дочерью отправились в Копенгаген, затем в Лондон и, наконец, в Париж, где и нашли себе убежище.

### Париж (1918—1939)
В Париже супруги некоторое время жили за счёт продажи фамильных драгоценностей. Тадеуш не хотел или не мог найти подходящую ему работу. Их дочь Мария Кристина «Кизетта» родилась примерно в 1919 году, тем самым увеличились их потребности в финансах. Лемпицка решила стать художницей по предложению своей сестры. Она обучалась искусству в петроградской Императорской академии художеств, в Академии де ла Гранд Шомьер у Мориса Дени, а затем у Андре Лота, который оказал наибольшее влияние на её стиль. Первыми картинами Лемпицкой были натюрморты, портреты её дочери Кизетты и соседки. Она продала их через галерею Колетт Вейл, что позволило ей завязать отношения с Салоном Независимых, Осенним салоном и Салоном де Муа де-Трент Ан как многообещающая молодая художница. Впервые она выставлялась в 1922 году на Осеннем салоне. В этот период она подписывала свои картины «Лемпицки», мужской формой своей фамилии.
Её прорыв как художницы произошёл в 1925 году на проходившей тогда в Париже Международной выставке современных декоративных и промышленных искусств, которая и дала своё название стилю ар-деко. Лемпицка выставляла свои картины в двух крупнейших залах: «Салоне Тюильри» (фр. Salon des Tuileries) и «Салоне женщин-художников» (фр. Salon des femmes peintres). Её полотна привлекли внимание американских журналистов из Harper’s Bazaar и других модных журналов, вскоре к ней пришла известность. В том же году прошла первая крупная выставка её работ в Милане (Италия), организованная для неё графом Эммануэле Кастельбарко. Для этой выставки Лемпицка написала 28 новых работ за шесть месяцев. Во время своего итальянского турне она завела нового любовника — маркиза Сомми Пиченарди. Лемпицка также познакомилась с известным итальянским поэтом и драматургом Габриеле д’Аннунцио. Она дважды гостила на его вилле на озере Гарда, стремясь написать его портрет. Он же, в свою очередь, пытался соблазнить её. Попытки получить от него заказ на портрет были тщетны, оба остались в итоге разочарованными друг другом.

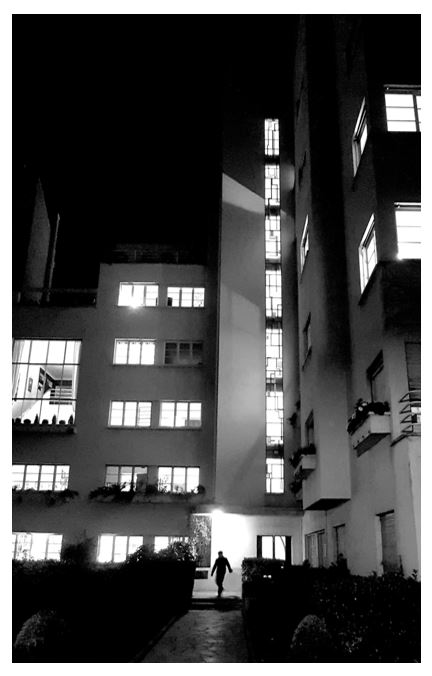
Фасад дома 7 по Улица Мешен, где располагалась мастерская Лемпицкой в Париже

В 1927 году Лемпицка удостоилась своей первой важной награды — первой премии на Международной выставке изящных искусств в Бордо (Франция) за картину «Кизетта на балконе». В 1929 году ещё один портрет Кизетты, изображающий её во время своего первого причастия, получил бронзовую медаль на международной выставке в Познани (Польша). В 1928 году Лемпицка развелась с Тадеушем . В том же году она познакомилась с Раулем Куффнером, бывшим австро-венгерским бароном и коллекционером произведений искусства. Его роду был пожалован баронский титул предпоследним австро-венгерским императором Францем-Иосифом I, Куффнеры служили поставщиками говядины и пива для императорского двора. Рауль Куффнер имел обширные владения в Восточной Европе. Он заказал у Лемпицкой портрет своей любовницы — испанской танцовщицы Наны де Эрреры. Законченная картина вышла нелестной для Эрреры, а Лемпицка и вовсе вскоре заняла её место в качестве любовницы барона. Она купила квартиру на улице Мешен в Париже и преобразила её при участии архитектора-модерниста Робера Малле-Стивенса и своей сестры Адрианны де Монто. Мебель для неё была изготовлена Рене Хербстом. Строгие, функциональные интерьеры её квартиры появились в журналах по дизайну.
В 1929 году Лемпицка написала одну из самых своих известных картин — «Автопортрет (Тамара в зелёном „Бугатти“)», которая тут же попала на обложку немецкого модного журнала Die Dame. На ней она была изображена за рулём гоночного автомобиля Bugatti в кожаном шлеме и перчатках, закутанной в серый шарф. Лемпицка предстаёт на этом полотне холодной красавицей, независимой, богатой и недоступной. В реальности же она не владела автомобилем Bugatti, её собственной машиной был маленький жёлтый Renault, который однажды ночью был угнан, когда Лемпицка вместе со своими друзьями весело проводили время в La Rotonde на Монпарнасе .
Впервые Лемпицка отправилась в США в 1929 году, чтобы написать там портрет невесты американского нефтяника Руфуса Т. Буша и организовать выставку своих работ в музее искусств Карнеги в Питтсбурге. Выставка прошла успешно, но деньги, которые она заработала на ней, были потеряны, когда банк, куда она их положила, обанкротился после биржевого краха 1929 года. Портрет Джоан Джеффри, невесты Руфуса Т. Буша, был закончен, но после их разрыва в 1932 году, был скрыт от публики. Картина была продана на аукционе Christies в 2004 году после смерти Джоан, носившей тогда фамилию Вандерпул. Пик творческой карьеры Лемпицкой пришёлся на 1930-е годы. Она написала портреты испанского короля Альфонсо XIII и греческой королевы Елизаветы. Музеи начали приобретать её работы. В 1933 году Лемпицка отправилась в Чикаго, где её картины выставлялись вместе с работами Джорджии О’Кифф, Сантьяго Мартинеса Дельгадо и Виллема де Кунинга. Несмотря на продолжающуюся Великую депрессию, она продолжала получать заказы и выставляла свои работы в ряде парижских галерей.
Жена барона Куфнера умерла в 1933 году. 3 февраля 1934 года Лемпицка вышла за него замуж в Цюрихе. Она была встревожена поднимающимся в Европе нацизмом и убедила своего мужа продать большую часть своего имущества в Венгрии и перевезти своё состояние и имущество в Швейцарию.

### США и Мексика (1939—1980)
Зимой 1939 года, после начала Второй мировой войны, Лемпицка с супругом переехали в США, где сперва поселились в Лос-Анджелесе. Галерея Пола Рейнхарда организовала показ её работ, и они переехали в Беверли-Хиллз, поселившись в бывшей резиденции кинорежиссёра Кинга Видора. Выставки картин Лемпицкой проходили в галерее Джулиана Леви в Нью-Йорке, галереях Курвуазье в Сан-Франциско и Институте искусств Милуоки, но они не имели того успеха, на который она надеялась. Её дочери Кизетте удалось бежать из оккупированной нацистами Франции через Лиссабон, и она воссоединилась с матерью в Лос-Анджелесе в 1941 году. Кизетта вышла замуж за техасского геолога Гарольда Фоксхолла. В 1943 году барон Куффнер с Лемпицкой переехали в Нью-Йорк.
В послевоенные годы Лемпицка продолжала вести яркую светскую жизнь, но заказов на портреты светских персон у неё становилось всё меньше. Её стиль ар-деко воспринимался устаревшим в период послевоенного модернизма и абстрактного экспрессионизма. В результате Лемпицка расширила тематику своих работ, став писать и натюрморты, а в 1960 году начала создавать абстрактные работы и использовать мастихин вместо прежних ровных мазков кистью. Иногда она даже переделывала свои более ранние произведения в своём новом стиле. Так, чёткий и прямой «Аметист» (1946) превратился в розовую и пушистую «Девушку с гитарой» (1963). В мае и июне 1961 года прошла выставка её работ в парижской галерее Рор Волмар, которая, однако, не смогла принести художнице её прежний успех.
Барон Куффнер умер от сердечного приступа в ноябре 1961 года на борту океанского лайнера «Либерте», направлявшегося в Нью-Йорк. После его кончины Лемпицка продала большую часть своего имущества и совершила три кругосветных путешествия на корабле. В 1963 году она переехала в Хьюстон (штат Техас), чтобы быть рядом с Кизеттой и её семьёй, таким образом завершив карьеру профессиональной художницы. Она лишь продолжала перекрашивать свои более ранние работы. Так Лемпицка дважды переделывала свой знаменитый «Автопортрет» (1929) в период с 1974 по 1979 год. «Автопортрет III» был продан, а «Автопортрет II» висел в её квартире, где он проживала до самой своей смерти. Последней написанной ею картиной стала четвёртая копия её полотна «Святой Антоний».
В 1974 году Лемпицка решила переехать в Куэрнаваку (Мексика). После смерти своего мужа в 1979 году Кизетта также перебралась туда, чтобы заботиться о матери, здоровье которой ухудшалось. Тамара Лемпицка умерла во сне 18 марта 1980 года. Следуя её пожеланию, её прах развеяли над жерлом вулкана Попокатепетль.

## Возрождение интереса к Лемпицкой
В конце 1960-х годов возродился интерес к ар-деко. Летом 1972 года в парижской Люксембургской галерее прошла ретроспектива её работ, получившая положительные отзывы. После смерти художницы её ранние картины в стиле ар-деко снова стали выставляться и покупаться. Пьеса «Тамара», посвящённая знакомству Лемпицкой с Габриэле Д’Аннунцио, впервые была поставлена в Торонто. Затем она шла в Лос-Анджелесе на протяжении 11 лет (с 1984 по 1995 год) в Голливудском зале Американского легиона 43 (англ. Hollywood American Legion Post 43), что сделало его самым продолжительным спектаклем в Лос-Анджелесе. За эти годы в нём было задействовано около 240 актёров. Впоследствии «Тамара» также ставилась в Арсенале седьмого полка в Нью-Йорке. В 2005 году актриса и художница Кара Уилсон поставила Deco Diva, пьесу с одной героиней, основанную на жизни Лемпицкой. Жизнь художницы и её отношения с одной из своих моделей были описаны в романе Эллиса Эйвери «Последняя обнажённая», который в 2013 году был удостоен литературной премии Stonewall Book Awards имени Барбары Гиттингс, вручаемой Американской библиотечной ассоциацией.

## Стиль и тематика
Одно из лучших описаний своего стиля дала сама Лемпицкая:
Я была первой женщиной, ставшей писать понятные картины, — рассказывала она своей дочери, — и в этом был источник моего успеха. Среди сотен полотен моё всегда было узнаваемо. Галереи, как правило, выставляли мои картины в лучших залах, потому что они привлекали к себе людей. Мои работы была понятны и закончены. Я огляделась и ужаснулась тому, что живописное искусство лежит в руинах. Я была возмущена банальностью, к которой скатилось искусство. Я почувствовала отвращение. Я хотела заниматься профессией, которой больше не было. Я легко обращалась с кистью. Я находилась в поисках и совершенствовала собственную технику, мастерство, простоту в исполнении и хороший вкус. Моя цель — никогда не копировать, а создать новый стиль с яркими и блестящими цветами, с новой стороны раскрыть элегантность моих моделей»
.
Лемпицка была одним из самых известных художников стиля ар-деко, к которым также принадлежали Жан Дюпа, Диего Ривера, Хосе Мария Серт, Реджинальд Марш и Роквелл Кент, но в отличие от этих художников, которые часто писали большие фрески с массой объектов, Лемпицка сосредоточилась в своём творчестве почти исключительно на портретах.
Её первым наставником в Академии Рансона в Париже был Морис Дени, который учил её в соответствии со своим знаменитым изречением: «Помните, что картина, прежде чем она станет боевым конем, обнажённой женщиной или каким-нибудь анекдотом, по существу представляет собой плоскую поверхность, покрытую красками, собранными в определённом порядке». Будучи в первую очередь художником-декоратором, он научил её традиционному мастерству живописи. Другим её учителем, оказавшим наибольшее влияние, был Андре Лот, научивший её следовать более мягкой, более утонченной по сравнению с другими форме кубизма, которая не шокировала зрителя и не выглядела неуместно в роскошной гостиной. Кубизм Лемпицкой был далёк от кубизма Пабло Пикассо или Жоржа Брака. Для неё Пикассо «воплощал новизну разрушения». Лемпицка объединила в своём творчестве этот мягкий кубизм с неоклассическим стилем, основанным в значительной степени на творчестве Энгра. Особенное влияние на неё оказало его знаменитое полотно «Турецкая баня» с преувеличенно обнажёнными телами, заполняющими собой холст. В её картине «Прекрасная Рафаэлла» особенно сильно чувствуется влияние Энгра. Техника Лемпицкой, как и Энгра, отличалась чистотой, точностью и элегантностью, но в то же время была наполнена чувственностью и намёками на порочность. Кубические формы на её картинах обычно занимают задний план, за фигурами в стиле Энгра. Гладкие фактуры кожи и столь же гладкие, светящиеся ткани одежды служат доминирующими элементами её картин.
Помимо портретов богатых людей, Лемпицка также в обилии изображала сильно стилизованные обнажённые тела. Как правило, это были женщины, независимо от того, изображены ли они поодиночке или в группах. На картине «Адам и Ева» (1931) представлен один из немногих её обнаженных мужчин. Во второй половине 1930-х годов, когда её портреты в стиле ар-деко вышли из моды, Лемпицкую настиг «серьёзный мистический кризис, сочетавшийся с глубокой депрессией на фоне экономического спада, спровоцировавший радикальные изменения в её творчестве». Тогда она обратилась к отображению менее легкомысленных тем, но в том же стиле. Лемпицка написала ряд картин с Мадоннами и женщинами в тюрбанах по мотивам картин эпохи Возрождения, а также со скорбными сюжетами. К последним относятся, например, полотна «Настоятельница» (1935) с изображением монахини со слезой, катящейся по щеке, и «Побег» (1940), где представлены беженцы. О подобных работах искусствовед Жиль Нере писал: «Надо отметить, что более „добродетельные“ модели баронессы лишены убедительности по сравнению с изысканными и галантными работами, на которых была основана её прежняя слава». Лемпицка также вносила в некоторые свои работы и элементы сюрреализма. К таким, например, относится картина «Сюрреалистическая рука» (ок. 1947) и ряд натюрмортов, таких как «Ключ» (1946). В период с 1953 по начало 1960-х годов Лемпицка создавала резкие абстракции, имевшие стилистическое сходство с пуризмом 1920-х годов. Её последние работы, написанные мастихином в тёплых тонах, обычно причисляют к наименее удачным в её творчестве.

## Личная жизнь
Лемпицка придавала большое значение своей работе, чтобы заработать собственное состояние. Она говорила: «Нет чудес, есть только то, что вы делаете». Лемпицка пользовалась своим личным профессиональным успехом, благодаря которому смогла позволить себе выбрать гедонистический образ жизни, сопровождаемый бурными любовными связями в высшем обществе.

### Бисексуальность
Лемпицка была бисексуалкой. Её романы как с мужчинами, так и с женщинами развивались путями, которые в то время считались скандальными. Она часто использовала формальные и повествовательные элементы в своих портретах, а её этюды с обнажённой натурой включали в себя ноты желания и похоти. В 1920-х годах Лемпицка завязала близкие отношения с лесбиянками и бисексуальными женщинами в писательских и художественных кругах, среди которых были Вайолет Трефузис, Вита Сэквилл-Уэст и Колетт. Она также общалась с Сюзи Солидор, певицей из ночного клуба Boîte de Nuit, чей портрет она позже написала.
Кизетта редко видела свою мать, но была увековечена в её картинах. Лемпицка неоднократно писала портреты своего единственного ребёнка: «Кизетта в розовом» (1926), «Кизетта на балконе» (1927), «Спящая Кизетта» (1934), «Портрет баронессы Кизетты» (1954—1955) и другие. На ряде других её картин изображённые женщины частично напоминают дочь.

## В массовой культуре
Американская певица Мадонна — поклонница и коллекционер работ Лемпицкой. Отсылки к картинам художницы можно обнаружить в целом ряде её музыкальных видеоклипов: Open Your Heart (1987), Express Yourself (1989), Vogue (1990) и Drowned World/Substitute for Love (1998). Мадонна также использовала картины Лемпицкой на своих выступлениях в рамках мировых туров Who’s That Girl World Tour 1987 года и Blond Ambition World Tour 1990 года.
К другим известным коллекционерам работ Лемпицкой относятся актёр Джек Николсон и певица-актриса Барбра Стрейзанд.
В книгу Роберта Дассановского «Телеграммы из Метрополя: избранные стихи 1980—1998 годов» (англ. Telegrams from the Metropole: Selected Poems 1980—1998) вошли стихотворения «Тамара де Лемпицка» (англ. Tamara de Lempicka) и «Золотая донна» (исп. La Donna d’Oro), посвящённые Кизетте Лемпицкой.
Картины Лемпицкой представлены на обложках британских изданий романов Айн Рэнд «Атлант расправил плечи» и «Источник».
16 мая 2018 года, в ознаменование 120-летия со дня её рождения, интернет-поисковик Google сделал её героиней своего ежедневного дудла.
В июле 2018 года на Уильямстаунском театральном фестивале состоялась премьера биографического мюзикла «Лемпицка».
Одна из её картин фигурирует в известном телесериале «Баффи — истребительница вампиров» (5 сезон). Во второй серии второго сезона сериала Californication в сцене, когда Карен обсуждает с дочерью и Мией, стоит ли выкупать Хэнка, на заднем плане на стене можно заметить картину Тамары Лемпицкой «Автопортрет в зелёном Бугатти» (1925). Репродукцию её картины «Женская баня» можно увидеть в фильме «Бурлеск».

## Арт-рынок
В ноябре 2019 года картина Лемпицкой «Розовый пеньюар» (1927) была продана на аукционе Sotheby’s за 13,4 миллионов долларов. В феврале 2020 года её полотно «Портрет Маджори Ферри» (1932) установило рекорд для работ Лемпицкой, будучи проданным за 16,3 миллионов фунтов стерлингов (21,2 миллион долларов) на Вечерней распродаже произведений импрессионистов и современного искусства на аукционе Christie’s в Лондоне.